# كاسيفيسواناثان شانموغام (سياسي)
كاسيفيسواناثان شانموغام (بالإنجليزية: Kasiviswanathan Shanmugam)، (مواليد 26 مارس 1959)، المعروف أكثر باسم ك. شانموغام (بالإنجليزية: K. Shanmugam): هو سياسي ومحامٍ سنغافوري، شغل منصب وزير القانون منذ 2008، ووزير الداخلية منذ 2015. كما عمل عضوا في حزب العمل الشعبي الحاكم، وعضوا في البرلمان منذ 2011.